# Пороська оборонна лінія

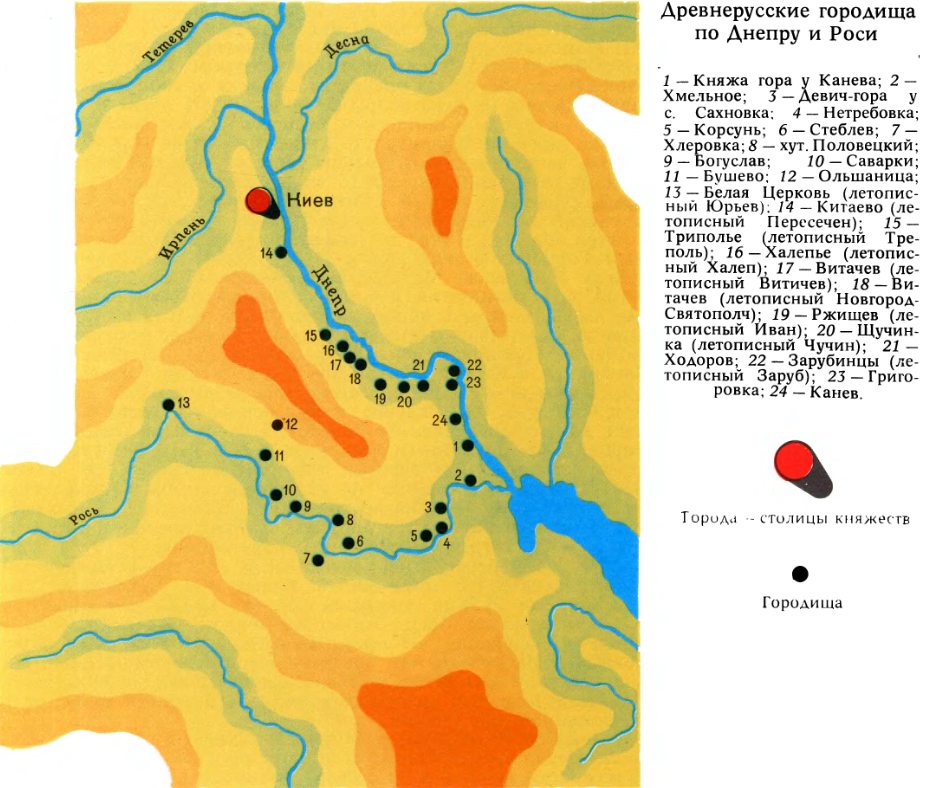
Толочко, 1980. Давньоруські городища по Дніпру та Росі.

Пороська оборонна лінія — низка сторожових фортець вздовж річки Рось, заснованих за часів Київської Русі для захисту від набігів степових кочовиків. Вона безпосередньо пов'язана із Змієвими валами залишки яких видно й досі.

## На карті

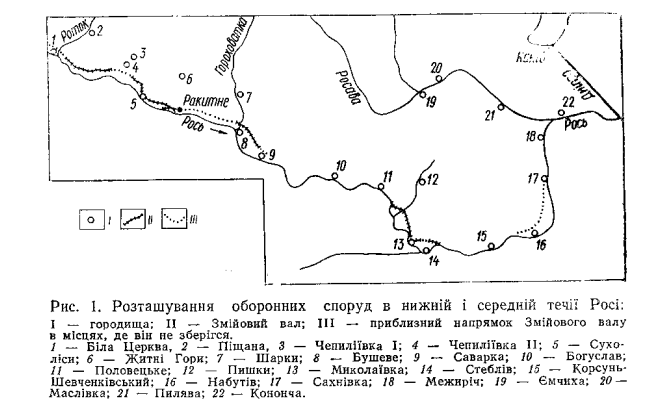
Кучера, Іванченко, 1987. Розташування оборонних споруд в нижній і середній течії Росі.

Пороська оборонна лінія починалася біля міста Канів і йшла лівим берегом річки Рось аж до Білої Церкви. Там вона повертала в напрямку на Фастів де з'єднувалася із Стугнянською оборонною лінією біля Ходоркова.
Були ще два помітні відгалуження. Одне, через Сквиру та Ягнятин, а потім на Вчорайше й Ходорків. Інше, від Синиці на Таращу та до села Чернина.
Оборонна лінія була дуже розтягнена і змушувала створення городищ, більшість яких в літописах не згадується. Карта, складена за матеріалами археологічних досліджень, згадує лише Білу Церкву, Богуслав та Корсунь.

## В літописах
Починаючи від впадіння Стугни згадуються Іван та Заруб.
Коло гирла Росі згадують Родні на Княжій горі. Місто зникає в 10 віці, а на його місці з'являється Канів в 11 сторіччі.
Далі йдуть Товаров, Дверєн, Корсунь, Богуславль, Юр'їв/Гюрьгев та Володарев. Також згадуються Мунарев, Кульдеюрів, Боровой і Чюрнаїв.
На притоці Росі Растовиці згадуються Растовець, та шість міст згаданих в 1177 році. Потім йдуть Неятин та Куниль.
В центрі західного Поросся є відоме Перепетове поле (Білоцерківський степ). Неподалік були Безяниця, Святослав, Михайлів, можливо Дерновой (Двереном) та найвідоміше місто Поросся — Торчеськ.
Переважна більшість городищ були фортецями зі різноплемінним (слов'янами та торками) населенням, а деякі — значними міськими центрами.

### V—X віки
Часи аварів, булгарів, угорців/мад'яр та південних слов'ян.
Хозарський каганат досягає розквіту наприкінці VII віку який триває до початку IX сторіччя. Більшість згадок про життя та події на тодішній Русі наводяться із зарубіжних джерел і лише в IX віці з'являються в Руських літописах — Никонівському літопису та Повісті временних літ.
В середині X віку Русь починає домінувати в колишніх Хазарських регіонах. Приблизно в цей час Хозарія за допомогою гузів перемагає печенігів і змушує їх перебратися на схід де вони розселилися від Дону до Карпат. Їхня фема Іавдієртим була розташована на кордоні з клітинами (уличами), деревлянинами (древлянами), лензианинами (лендзянами) та іншими слов'янами. Попри таку близьку відстань, аж до 915 року про печенігів немає згадок в літописах.
Битви починаються приблизно в середині X віку і змушують Володимира Святославовича засновувати нові міста та заселяти їх. Це дозволило відсунути південний кордон на "два денних переходи" (Толочко, 2003).
Приблизно в цей час печеніги зацікавились мирними відносинами з Руссю. Ще в 979 році князь Ілдея захотів перейти в підданство та жити в південному прикордонні.
Однак після смерті Володимира, печеніги знову починають напади на Русь.

### XI—XII віки
Розбудова укріплень на Пороссі пов'язується з Ярославом Мудрий та його військовим походом на Польщу в 1030—1031 роках. Спершу, в 1030 році, були захоплені Белз та Чудь і заснований Юрьєв.

В лѣт̑. ҂s҃ . . ф҃ . . л҃и . [6538 (1030)] Ӕрославъ взѧ Белзъ . и роди Ӕрославу . . д҃ . тыи сн҃ъ . и нареч̑ имѧ єму . Всеволодъ . 
сего лѣта . иде Ӕрославъ на Чюдь . и побѣди ӕ . и постави городъ Юрьєвъ .
Переклад
У РІК 6538 [1030]. Ярослав узяв [город] Белз. І родився Ярославу четвертий син, і нарік він його ім'ям Всеволод.
Сього ж року пішов Ярослав на Чудь, і переміг Їх, і поставив город Юр'єв.

В 1031 році, у новому поході, були захоплені Червенські міста, а багатьох захоплених поляків було поселень по Росі.

В лѣт̑ . . ҂s҃ . . ф҃ . . л҃ѳ . [6539 (1031)] Ӕрославъ и Мьстиславъ . собраста воӕ многы . и идоста на Лѧхы . и заӕста градъ Червенъскыӕ ѡпѧть . и повоєвоста Лѧдьскую землю . и многы Лѧхы приведоста . и раздѣлиста ӕ . и посади Ӕрославъ своӕ по Рси . и суть и до сего дн҃и ❙
Переклад
У РІК 6539 [1031]. Ярослав і Мстислав зібрали воїв многих і пішли на Ляхів. І
зайняли вони городи червенські знову, і спустошили Лядську землю, і багатьох ляхів
привели, і розділили їх. І посадив Ярослав своїх [ляхів] по [ріці] Росі, і є вони [тут] і до
сьогодні.

І вже в 1032 році Ярослав почав засновувати міста по Росі. 

В лѣт̑ . ҂s҃ . . ф҃ . м҃ . [6540 (1032)] Ӕрославъ поча ставити городы . по Рсї ❙
Переклад
У РІК 6540 [1032]. Ярослав почав ставити городи по Росі.

Зрештою, Ярослав Мудрий розбив печенігів під Києвом в 1036 році. Згадки про них продовжуються в літописах аж до монгольської навали, але вже як про народність Русі, яка мешкала в Київській, Чернігівській та Переяслівській землях.
Дещо пізніше з'являються нові орди, спершу торки, а потім половці.
В 1055 році перший похід на торків Всеволода Ярославовича закінчився перемогою. Після іншої битви в 1080 році торки вже стали допомогою в битвах з половцями в 1095 році.
В 1070-х роках половці заполонили простір поміж Дніпром та Дунаєм. Загальна кількість половців була 500-600 тисяч (Плетнева). Це змушувало кочівників до нападів на Русь, а тих для об'єднання з метою походів на половців.
Перелом відбувся на початку XII сторіччя коли Володимир Мономах зміг об'єднати багатьох князів для походів на половців. Вже в 1103 році Володимир Мономах переміг половців, та захопив вежі половців і торків та привів їх на Русь.
В 1140-х роках в літописах з'являються чорні клобуки які жили в Пороссі, а також "поршане". Їх столицею був Торчеськ з першою загадкою про нього в 1093 році. Подалі боротьба Русі з половцями здійснювалась руськими та чорноклобукськими гарнізонами Поросся.
В 1169 році Мстислав Ізяславич віддає дядькові Володимиру Торчеськ з Пороссям. Ще пізніше Торчеськом та Пороською волостю володів брат Андрія Боголюбського Михайло (1174), волинський князь Роман Мстиславович (1189) та син Рюрика Київського Ростислав (1190). Ростислав Рюрикович розбив половців в 1193 році й вогонь постійної боротьби вдалося придушити.

### XIII століття
На початку XIII століття боротьба з половцями перейшла на Галичину та Волинь, хоча в 1234 році хан Котян розорив Поросся та окраїни Києва. З появою монголо-татар половці втратили не лише незалежність, але й історію.
В 1220-х роках монголи розбили хорезмського шаха Мухамеда і захопили Середню Азію. Після того було захоплено Дербент та степи Північної Кавказу. Половці були підкуплені й зоставили своїх союзників, але їх наздогнали й розбили на Дону в 1222 році.
А вже в 1223 році відбулася битва на Калці. Монгольські втрати не дозволили їм продовжити наступ аж до осені 1236 року. До весни 1237 року була завойована Волзька Булгарія. 1237 — Рязанське князівство, Коломна та Москва, 1238 — Суздаль, Владимир, та багато інших міст. Після Твері та Торжка монголи несподівано повернули на південь і влітку були в Придонні. 1239 — завойовано Переяславське та Чернігівське князівства та міста далі по Сейму. 1240 — фортеці Поросся, чорні клобуки та, зрештою, в кінці року, Київ.
Після Києва монголи пішли на Володимир та Галич.